# Cobra-fio-de-barbados
Cobra-fio-de-barbados, leptotyphlops carlae ou tetracheilostoma carlae, é uma espécie de serpente da família Leptotyphlopidae, que se considerava extinta. É considerada a menor espécie de serpente do mundo, medindo cerca de 10 centímetros de comprimento. É endêmica da ilha de Barbados.